# Chaetodon oxycephalus
Chaetodon oxycephalus là một loài cá biển thuộc chi Cá bướm (phân chi Rabdophorus) trong họ Cá bướm. Loài này được mô tả lần đầu tiên vào năm 1853.

## Từ nguyên
Từ định danh oxycephalus được ghép bởi hai âm tiết trong tiếng Hy Lạp cổ đại: oxús (ὀξύς; "sắc nhọn") và kephalḗ (κεφαλή; "đầu"), hàm ý đề cập đến phần mõm nhọn của loài cá này.

## Phạm vi phân bố và môi trường sống
Từ Maldives và Sri Lanka, C. oxycephalus được phân bố trải dài về phía đông đến Papua New Guinea và quần đảo Solomon, ngược lên phía bắc đến Philippines, Palau và Pohnpei (Liên bang Micronesia), xa về phía nam đến rạn san hô Great Barrier (Úc).
C. oxycephalus sinh sống tập trung ở những khu vực mà san hô phát triển phong phú trên các rạn viền bờ ở độ sâu khoảng 2–40 m.

## Mô tả
C. oxycephalus có chiều dài cơ thể lớn nhất được ghi nhận là 25 cm. Cơ thể có màu trắng với những đường sọc dọc mảnh, màu đen ở bên thân. Vùng thân sau ở góc trên với vây đuôi, vây lưng và vây hậu môn có màu vàng tươi. Một vệt đen dọc theo phần sau của lưng, kéo dài qua cuống đuôi đến gốc các tia vây hậu môn phía cuối. Đầu có một dải đen kéo dài qua mắt. Rìa sau vây đuôi có màu đen.
C. oxycephalus là loài chị em gần nhất với Chaetodon lineolatus, và cả hai có rất khó phân biệt nếu không quan sát kỹ. Dải đen băng qua mắt của C. oxycephalus bị đứt đoạn tạo thành một đốm đen riêng biệt ngay trên trán, còn dải đen của C. lineolatus liên tục và có một đốm xám giữa trán.
Ngoài ra, trên cuống đuôi của C. oxycephalus còn có thêm một vạch đen ở sau đốm đen, và trên vây lưng và vây hậu môn còn có thêm hai sọc đen dọc theo gốc vây, riêng vây lưng còn có thêm một sọc đỏ nằm giữa, và vây đuôi có thêm một hàng chấm đỏ (đều không có ở C. lineolatus).
Số gai ở vây lưng: 12; Số tia vây ở vây lưng: 22–24; Số gai ở vây hậu môn: 3; Số tia vây ở vây hậu môn: 18–20; Số tia vây ở vây ngực: 14–16; Số gai ở vây bụng: 1; Số tia vây ở vây bụng: 5; Số vảy đường bên: 26–34.

## Phân loại học
C. oxycephalus và C. lineolatus hợp thành nhóm chị em với Chaetodon ulietensis, Chaetodon falcula và Chaetodon semilarvatus dựa theo kết quả phân tích phát sinh chủng loại phân tử.
Ngoại trừ C. semilarvatus là có kiểu hình khác biệt hoàn toàn, C. ulietensis và C. falcula có thể dễ dàng phân biệt với hai loài chị em còn lại nhờ vào hai vệt xám đen ở thân trên.

## Lai tạp
Những cá thể mang kiểu màu trung gian giữa C. oxycephalus với hai loài C. lineolatus và Chaetodon guentheri đã được bắt gặp trong tự nhiên.

## Sinh thái học
Thức ăn chủ yếu của C. oxycephalus là các loài thủy sinh không xương sống. Tuy cũng ăn san hô nhưng chúng không hoàn toàn phụ thuộc vào nguồn thức ăn này.
C. oxycephalus thường kết đôi với nhau, nhưng cũng có thể sống đơn độc.

## Thương mại
C. oxycephalus đôi khi cũng được đánh bắt trong ngành kinh doanh cá cảnh.